# Khaybar KH2002
Khaybar KH2002 – irański karabin szturmowy kalibru 5,56 mm zbudowany w układzie bullpup. Nazwa broni pochodzi od znajdującej się w Arabii Saudyjskiej oazy Chajbar, pod którą w 628 roku doszło do bitwy między zamieszkującymi ją żydami a mahometanami pod wodzą Mahometa.
Podstawowym karabinem armii irańskiej jest produkowany na licencji niemieckiej karabin G3 kalibru 7,62 mm NATO. Pod koniec lat 90. rozpoczęto w Iranie produkcję karabinu S-5.56. Była to licencyjna wersja chińskiego karabinu CQ, będącego z kolei bezlicencyjną kopią amerykańskiego M16A1. W 2004 roku zaprezentowano karabin KH2002 będący konwersją S-5.56 do układu bullpup. KH2002 produkowany jest w trzech wersjach różniących się długością lufy.
KH2002 jest bronią samoczynno-samopowtarzalną działającą na zasadzie odprowadzania gazów prochowych przez boczny otwór lufy, strzelającą z zamka zamkniętego. Mechanizm spustowy umożliwia strzelanie ogniem pojedynczym, seriami trójstrzałowymi i seriami o dowolnej długości. Skrzydełko przełącznika rodzaju ognia pełniące także role skrzydełka bezpiecznika po lewej stronie komory zamkowej. Okno wyrzutowe łusek po prawej stronie komory zamkowej. Zasilanie broni z dwurzędowych magazynków o pojemności 20 i 30 naboi, zatrzask magazynka po prawej stronie gniazda. Przyrządy celownicze mechaniczne.